# Germaine Lebel
Pour les articles homonymes, voir Lebel.
Germaine Lebel, née le 27 janvier 1906 dans le 14e arrondissement de Paris (Seine) et morte le 23 avril 1992 à Gien (Loiret), est une bibliothécaire et historienne française. Archiviste paléographe, elle est la première femme à être diplômée de l'École des hautes études en sciences sociales en 1952 et à y tenir une chaire de directrice d'études de 1962 à 1975.

## Biographie

### Formation
Fille de Victor Lucien Lebel et de Joséphine Cora Marie Chatelain, Germaine Lebel est admise troisième sur seize à l'École nationale des chartes à l'issue du concours d'entrée de 1928. Elle y obtient le diplôme d'archiviste paléographe en 1933 après avoir soutenu une thèse d'établissement intitulée Le temporel dans l'abbaye de Saint-Denis dans la province ecclésiastique de Sens de 1151 à 1270.

### Bibliothécaire
Germaine Lebel obtient le diplôme technique de bibliothécaire lors de la session 1933, avec la mention Bien. De 1933 à 1939, elle exerce dans quatre bibliothèques universitaires différentes : celle de la Sorbonne d'abord (1933), puis celles de Lyon (1934), d'Alger (1935) et enfin de Lille (1936).
Elle obtient un doctorat ès Lettres de la Faculté des lettres de l'Université de Paris en février 1936 après avoir soutenu une thèse sur l'abbaye de Saint-Denis au Moyen Âge. L'Académie des inscriptions et belles-lettres lui décerne le deuxième prix Gobert la même année, tandis que Marc Bloch en publie un compte rendu dans les Annales d'histoire économique et sociale l'année suivante.
Bibliothécaire à la bibliothèque Sainte-Geneviève de Paris à partir de 1937, elle est ensuite bibliothécaire en chef à l'Institut français de Roumanie à Bucarest de 1939 à 1948. Nommée administratrice de la Bibliothèque nationale d'Alger, elle entame une correspondance avec Fernand Braudel, directeur de la rédaction des Annales. Économies, sociétés, civilisations et adjoint de Lucien Febvre à la direction de la VIe section de l'École pratique des hautes études (EPHE). Elle s'inscrit dans cette école en 1951 et y soutient en 1952 un mémoire intitulé La France et les Principautés danubiennes du XVIe siècle à la chute de Napoléon Ier, qui fait d'elle la première femme diplômée de la VIe section de l'EPHE.

### Enseignante
Dix ans plus tard, en 1962, elle est nommée directrice d'étude au sein de cette même VIe section de l'EPHE, devenant là encore la première femme à accéder à ce niveau,. Elle ne dispense néanmoins pas d'enseignement, étant d'abord chargée d'assurer la direction de la bibliothèque de la Maison des sciences de l’homme. Ce n'est qu'à partir de l'année scolaire 1966 qu'elle prend véritablement possession de sa chaire et animant un séminaire intitulé Les ressources des bibliothèques parisiennes en matière de sciences sociales. Elle est enfin habilitée à diriger des travaux de recherche universitaire en 1972.
Faisant valoir ses droits à la retraite en 1976, Germaine Lebel est alors nommée directrice d'études honoraire. Elle meurt le 23 avril 1992 à Gien.

## Publications
- Histoire administrative, économique et financière de l'abbaye de Saint-Denis : étudiée spécialement dans la province ecclésiastique de Sens, de 1151 à 1346, Paris, Les Belles lettres, coll. « Publications de la Faculté des lettres d'Alger », 1935, 431 p.
- La France et les principautés danubiennes : du XVIe siècle à la chute de Napoléon Ier, Paris, Presses universitaires de France, coll. « Publications de la Faculté des lettres d'Alger », 1955, 460 p.

## Distinctions

### Décorations
- Chevalier de la Légion d'honneur (1954)[16].
- Chevalier de l'ordre des Palmes académiques (1968)[17].

### Prix
- Deuxième prix Gobert de l'Académie des inscriptions et belles-lettres en 1936[6].